# Vlaamsch-Nationale Demokratische Partij
De Vlaamsch-Nationale Demokratische Partij (VNDP) was een Belgische Vlaams-nationalistische politieke partij.

## Historiek
De partij werd opgericht door Hector Plancquaert en Karel Leopold Van Opdenbosch omstreeks 1933 in de traditie van het Daensisme en als reactie op het VNV. De partij nam deel aan de wetgevende verkiezingen van 1936 in de kiesarrondissementen Aalst (1,36%) en Sint-Niklaas (0,59%). In het kiesarrondissement Kortrijk kwam de partij op onder de naam Vrije Volkspartij van Vlaamsch Nationale Demokraten (0,57%).
De Vlaamsche Volkseeuw van Gustaaf Doussy werd beschouwd als het partijblad.